# ZFK Breznica Pljevlja
El ZFK Breznica Pljevlja és un club femení de futbol de Pljevlja que ha jogat a la Lliga de Montenegro des de la seva fundació al 2013. Després de dos subcampionats, a la temporada 2015/16 va guanyar el campionat per primera vegada.

## Palmarès
Lliga de Montenegro (10):
- 2015–2016, 2016–2017, 2017–2018, 2018–2019, 2019–2020, 2020–2021, 2021–2022, 2022–2023, 2023–2024, 2024–2025

## Trajectòria
| 16/17 | Medyk Konin |

- ¹ Fase de grups. Equip classificat pillor possicionat en cas d'eliminació o equip eliminat millor possicionat en cas de classificació.